# Giorgio de Chirico
Giorgio de Chirico (Volos, 10 juli 1888 – Rome, 20 november 1978) was een Grieks-Italiaanse schilder.

## Biografie
Giorgio de Chirico werd in Griekenland geboren uit Italiaanse ouders en volgde zijn kunstopleidingen in Athene, Florence en vanaf 1906 aan de kunstacademie van München, waar hij Böcklin en Klinger ontdekte. In 1909 reisde hij door Italië waar hij onder meer Milaan, Turijn en Florence bezocht. Rond 1910 ontwikkelde De Chirico interesse voor pleinen en symmetrische gebouwen uit de Renaissance vanwege hun klassieke vormen. Symmetrische stadsgezichten zouden een groot thema worden in zijn werk. Ook de bestudering van denkers als Nietzsche, Schopenhauer en Weininger liet sporen na. Vanaf 1911 woonde en werkte De Chirico in Parijs, waar kunsthandelaar Paul Guillaume zijn werk ging verkopen.
Na de Eerste Wereldoorlog, waarin De Chirico ook meevocht, keerde hij terug naar Italië. Giorgio de Chirico overleed in Rome in 1978.
Zijn jongere broer Alberto Savinio (eig. Andrea de Chirico), was eveneens kunstenaar. 

## Stijl
De Chirico was van grote invloed op het werk van René Magritte. Magritte schreef dat in het schilderij Het liefdeslied de poëzie boven de schilderkunst uitsteeg, een ontdekking die hem tot tranen roerde. De onverwachte combinatie van een rubberen handschoen en een antiek borstbeeld vindt hij een nieuwe visie op de kunst, vrij van stereotiepe gewoontes van de geest. 
De Chirico schilderde zijn droombeelden als pre-surrealist ver voor het surrealistisch manifest (1924) en stopte daarmee om vanaf de jaren 1920 terug te keren naar een meer academische stijl. Hierdoor viel hij in ongenade bij André Breton en andere Franse surrealisten.
Naast het werk van Carlo Carrà lag dat van De Chirico vanaf 1917 ten grondslag aan de Pittura metafisica of de metafysische schilderkunst, een kunstrichting in de Italiaanse moderne kunst. In hun werk worden voorwerpen en figuren zeer realistisch afgebeeld maar uit totaal verschillende causale en temporele contexten gecombineerd in lijnperspectivische constructies. Daardoor werd, zoals in het surrealisme en het magisch realisme, de raadselachtigheid van de objectwereld beklemtoond. Ook de conventionele orde en de plaatsing van de dingen werd op die wijze geïroniseerd. Behalve op Magritte heeft de vroege De Chirico veel invloed uitgeoefend op talrijke andere beeldende kunstenaars als onder andere Paul Delvaux, Salvador Dali, Carel Willink, Yves Tanguy, Max Ernst en Antonio Nunziante.
De Chirico schreef ook een roman, Hebdomeros (Parijs 1929), waarvan in 1973 ook een Nederlandse vertaling verscheen. Dit werk ademt dezelfde sfeer als de schilderijen uit zijn metafysische periode.